# Fabuliste
Un fabuliste est un auteur de fables, c'est-à-dire de récits dans un style utilisant l’allégorie comme base littéraire. Souvent, la fable se termine par un épilogue, la morale, la plupart du temps, les personnages d'une fable sont des animaux qui incarnent des types d'humains (le puissant, les victimes, les forts, le cruel, l'avare, le faible...). Le fabuliste s’exprime en vers ou en prose.
L’origine des fables se trouve dans les contes ancestraux, transmis oralement de génération en génération et couchés sur le papier par des moralistes : 

## Fabulistes antiques

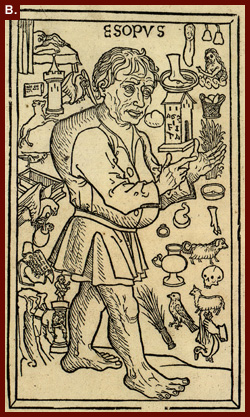
Ésope représenté dans une édition allemande des Fables de 1479

- Avianus
- Ésope
- Phèdre

## Fabulistes médiévaux
- Ibn al-Muqaffa fabuliste arabe du VIIIe siècle
- Eudes de Cheriton
- Heinrich der Glichesaere
- Luqman
- Marie de France
- Maximus Planudes
- Romulus
- Saadi
- Jean de Capoue

## FabulistesXVe–XVIesiècles
- Abstémius
- Biernat de Lublin
- Gabriele Faerno
- Guillaume Guéroult
- Philibert Guide
- Robert Henryson

## FabulistesXVIIesiècle
- Catherine Bernard
- Isaac de Benserade

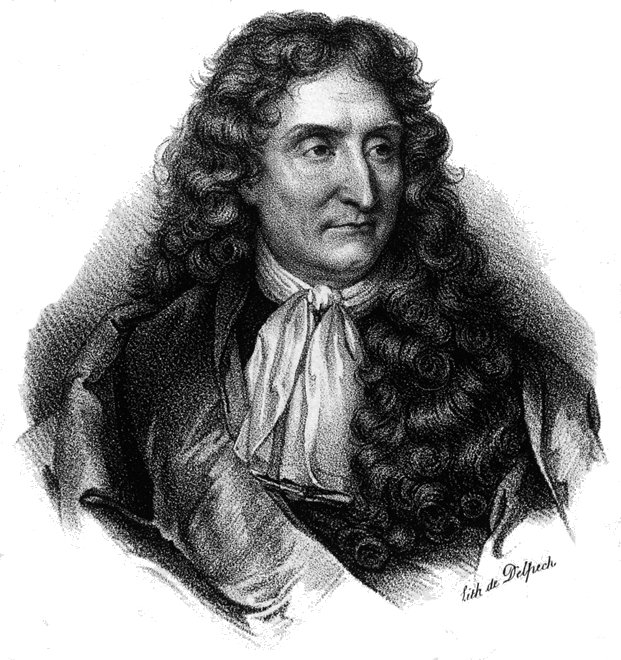
Le fabuliste français Jean de La Fontaine.

- François de Salignac de La Mothe-Fénelon dit Fénelon
- Antoine Furetière
- Jean de La Fontaine, devenu une référence majeure, en Europe et en France, dans l'écriture des Fables.
- Antoine Houdar de La Motte
- Charles Perrault
- Marie-Catherine de Villedieu

## FabulistesXVIIIesiècle
- François-Jean Willemain d'Abancourt
- Esprit-Jean de Rome d'Ardène
- L'Abbé Aubert
- Jean-Jacques Boisard
- Robert Dodsley
- Antoine-Pierre Dutramblay
- Pierre de Frasnay
- Jean-Pierre Claris de Florian
- Christian Fürchtegott Gellert
- Giovanni Battista Casti
- Charles Gildon
- Johann Wilhelm Ludwig Gleim
- Carlo Gozzi
- Nicolas Grozelier
- Louise-Alexandrine de Guibert
- Friedrich von Hagedorn
- Ewald Christian von Kleist
- Antoine Le Bailly
- Gotthold Ephraim Lessing
- Tomás de Iriarte
- Mancini-Nivernois
- Félix María Samaniego
- Jean-Joseph Vadé
- Alexandre Soumarokov

## FabulistesXIXesiècle
- Étienne Azéma
- Jean-François Boisard
- Marcellin Caze
- Augusta Coupey
- Marceline Desbordes-Valmore
- Clara Filleul
- Sophie Gay
- Félicité de Genlis
- Étienne Gosse
- Louis Héry
- Louis-François Jauffret
- Adine Joliveau de Ségrais
- Ivan Krylov
- Pierre Lachambeaudie
- Désiré-François Le Filleul Des Guerrots
- Jules Soliste Milscen
- Chevalier Édouard Parthon de Von
- Marie-Amable Petiteau, marquise de la Férandière
- Rafael Pombo
- Auguste Rigaud
- Cyrille Rigaud
- Constance de Salm
- Charles-Guillaume Sourdille de la Valette
- Amable Tastu
- Jean-Pons-Guillaume Viennet
- Jacques-Melchior Villefranche

## FabulistesXXesiècle
- Alphonse Allain
- Jean Anouilh
- Hilaire Belloc
- Italo Calvino
- Ernesto Djédjé
- Franc-Nohain
- Pierre Gamarra
- Roger Kervyn de Marcke ten Driessche
- Demian Bedny
- Sergueï Mikhalkov
- Maurice Carême

## FabulistesXXIesiècle
- Guido Furci